# 李窑站
李窑站是一个京沪线上的铁路车站，位于河北省青县李窑村，建于1943年，目前为四等站，邮政编码为062650。目前客运 ：办理旅客乘降；不办理行李、包裹托运；不办理货运营业。